# Old Age
Old Age è un brano musicale originariamente scritto e registrato dal frontman dei Nirvana Kurt Cobain, in seguito riscritto e registrato di nuovo da sua moglie, Courtney Love, e dal suo gruppo Hole.
Sebbene la versione dei Nirvana e quella delle Hole condividano lo stesso titolo e la melodia, il testo della canzone nella versione delle Hole è completamente diverso rispetto all'originale.

## Il brano
Old Age venne scritta e registrata da Cobain in forma di demo nel 1991 durante le sessioni in studio per l'album Nevermind.
Nel novembre 1992, le Hole incisero una versione acustica del brano, pubblicandola poi nell'aprile 1993 come B-side del loro singolo Beautiful Son, e all'epoca, questa versione del pezzo era l'unica conosciuta dal grande pubblico poiché la versione dei Nirvana era ancora inedita. Anche se la versione delle Hole di Old Age mantiene la melodia e la struttura dell'originale di Cobain, il testo venne completamente riscritto da Courtney Love. Un'altra versione del brano ad opera delle Hole, con parole del testo alternative, fu registrata per una sessione radiofonica nel marzo 1993.
Nell'ottobre 1993, mentre stavano lavorando al disco Live Through This, le Hole incisero una versione più rifinita di Old Age, con nuove leggere modifiche al testo, finale differente, e un interludio con l'accompagnamento di un organo, che però non venne inclusa nell'album. L'interludio, tuttavia, venne recuperato aggiungendolo all'inizio della traccia Credit in the Straight World, inclusa in Live Through This. Una versione completa della canzone, interludio compreso, venne successivamente pubblicata come B-side del singolo Violet nel 1995, ed ancora nel 1997 sulla compilation My Body, the Hand Grenade.
Nel 1997, Courtney Love discusse del brano nel corso di un'intervista concessa a Melody Maker, rivelando che Old Age era "in parte la composizione di qualcun altro", anche se non specificò di chi stesse parlando. Il 14 febbraio 1995, le Hole suonarono il brano a MTV Unplugged.
A dispetto del fatto che la versione delle Hole sia un palese adattamento della composizione di Cobain, il registro BMI indica come autrice unica del brano Courtney Love. Nel 1998, in un articolo pubblicato sulla rivista The Stranger, il bassista dei Nirvana Krist Novoselic rivelò che Old Age era stata originariamente scritta da Kurt Cobain, ed incisa dal gruppo come nastro demo. Successivamente, Cobain regalò la canzone alla moglie perché la completasse ed incidesse con le Hole.
Fu solo nel 2004 che una versione in studio di Old Age nell'interpretazione dei Nirvana venne resa pubblica grazie all'inclusione nel cofanetto antologico With the Lights Out. Altra versione incisa dai Nirvana venne inserita nella versione deluxe 20th Anniversary dell'album Nevermind uscita nel 2011.

### Registrazione e pubblicazione
| Artista | Data incisione | Studio                    | Produzione/registrazione    | Pubblicazione                                                 | Crediti                                                                          |
| ------- | -------------- | ------------------------- | --------------------------- | ------------------------------------------------------------- | -------------------------------------------------------------------------------- |
| Nirvana | Marzo 1991     | Converted barn, Tacoma    | Nirvana                     | Nevermind (deluxe) (2011)                                     | - Kurt Cobain - voce, chitarra - Krist Novoselic - basso - Dave Grohl - batteria |
| Nirvana | Maggio 1991    | Sound City Studios        | Butch Vig                   | With the Lights Out (2004) Sliver: The Best of the Box (2005) | - Kurt Cobain - voce, chitarra - Krist Novoselic - basso - Dave Grohl - batteria |
| Hole    | Novembre 1992  | Word of Mouth Productions | Jack Endino                 | Beautiful Son (1993)                                          | - Courtney Love - voce, chitarra ritmica - Eric Erlandson - chitarra solista     |
| Hole    | Ottobre 1993   | Triclops Studios, Atlanta | Paul Q. Kolderie Sean Slade | Violet (1995) My Body, the Hand Grenade (1997)                | - Courtney Love - voce, chitarra ritmica - Eric Erlandson - chitarra solista     |